# Kepler-30
Kepler-30 là một ngôi sao ở phía bắc chòm sao Thiên Cầm. Nó nằm ở tọa độ thiên thể: Thăng Thiên Đúng 19h 01m 08.0747s Độ nghiêng +38° 56′ 50.219″. Với độ lớn thị giác biểu kiến là 15,5, ngôi sao này quá mờ để có thể nhìn thấy bằng mắt thường. Kepler-30 đang thể hiện một hoạt động mạnh mẽ của vết đen.

## Hệ hành tinh
| Thiên thể đồng hành (thứ tự từ ngôi sao ra) | Khối lượng | Bán trục lớn (AU) | Chu kỳ quỹ đạo (ngày) | Độ lệch tâm | Độ nghiêng | Bán kính    |
| ------------------------------------------- | ---------- | ----------------- | --------------------- | ----------- | ---------- | ----------- |
| b                                           | 92±01 M🜨   | 018479±0000004    | 292187±00009          | 00770±00003 | 8951±032°  | 375±018 R🜨  |
| c                                           | 536±5 M🜨   | 029977±0000001    | 6032503±000010        | 00115±00005 | 8974±002°  | 1198±028 R🜨 |
| d                                           | 237±13 M🜨  | 053178±000001     | 142642±0006           | 00272±00024 | 8981±002°  | 879±013 R🜨  |